# 알리바이 닷 컴
《알리바이 닷 컴》(영어: Alibi.com)은 2017년 2월에 개봉한 프랑스의 코미디 영화이다.
 필리프 라슈가 감독을 필리프 라슈와 줄리앙 아루티, 피에르 두단이 각본을 맡았다.
 프랑스는 2017년 2월 15일에 대한민국은 2018년 11월 7일에 개봉되었다.

## 줄거리
천재적인 잔머리로 합법적인 ‘해결사’ 스타일의 스타트업인

[알리바이 닷 컴]을 오픈하고 대박을 터뜨린 ‘그레그’.

사랑엔 관심 없었지만 본인과 닮은 독특한 개성의 매력을 지닌

‘플로’를 만나 사랑에 빠지게 된다.

하지만 거짓말을 몸서리치게 싫어하는 ‘플로’의 아버지 ‘제라흐’가,

자신에게 은밀한 사생활을 보호해달라고 의뢰한 고객 중 한 명인 것!

멘붕에 빠진 ‘그레그’와 ‘제라흐‘!

사랑과 가족을 지키기 위한 ‘그레그’와 ‘제라흐’의 고군분투가 시작된다.

## 출연진
- 필리프 라슈 - 그레그 역
- 엘로디 퐁탕 - 플로 역
- 나탈리 베이 - 마를린 역
- 디디에 보우돈 - 제라흐, 장 클로드 역
- 줄리앙 아루티 - 어거스틴 역
- 타렉 보달리 - 메디 역
- 나웰 마다니 - 산티아 역
- 메디 사둔 - 가르시아 역
- 필립페 듀쿠에스네 - 모리스 역